# Hamburger Senat 1861–1919

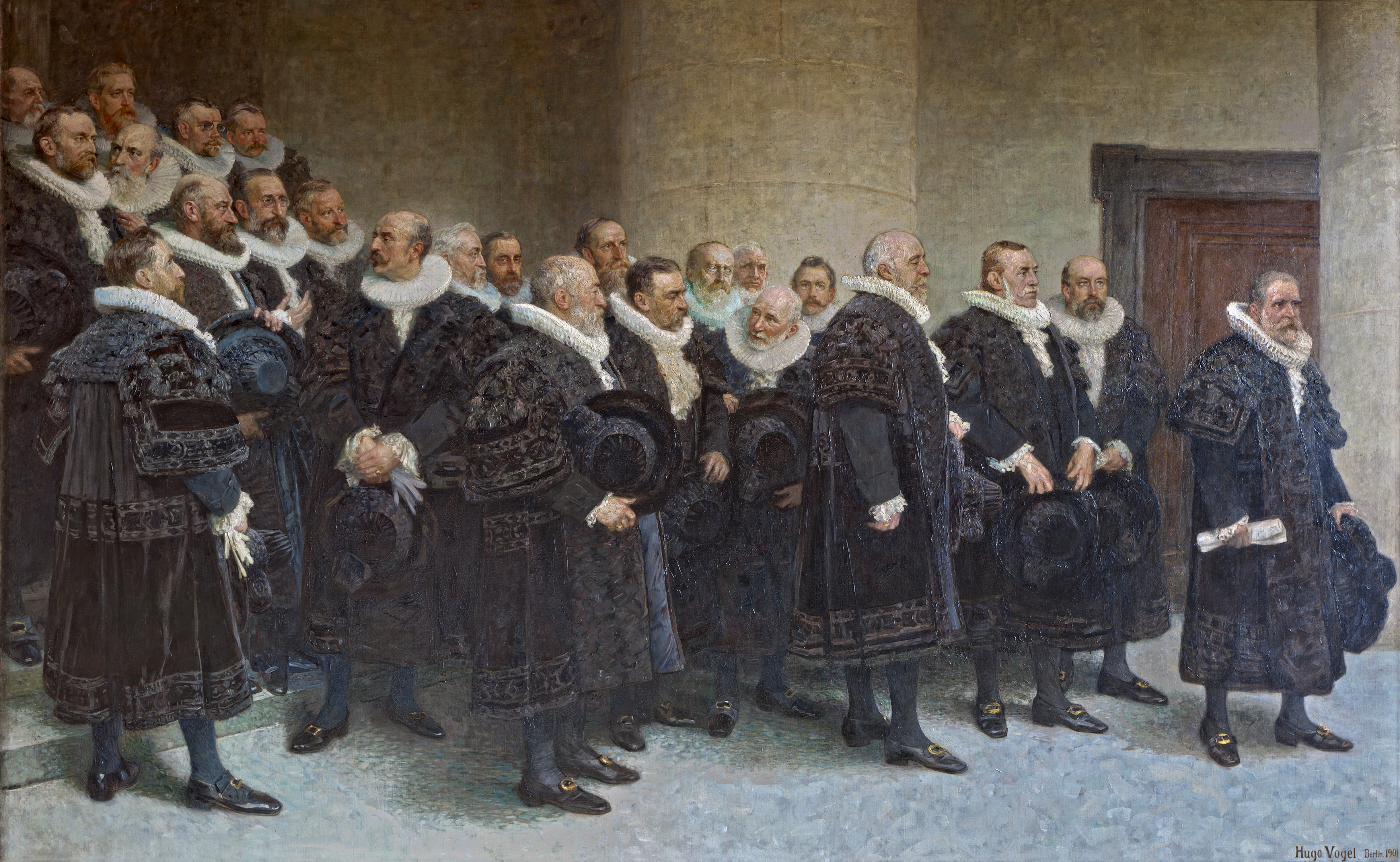
Einzug des Senats in das neue Rathaus am 26. Oktober 1897, Hugo Vogel 1904

Flagge des Hamburger Senats

Nach der am 28. September 1860 verabschiedeten Verfassung setzte sich der Hamburger Senat ab 1861 aus 24 Mitgliedern zusammen. Davon waren 18 stimmberechtigte Senatoren (in senatu) sowie 6 nicht stimmberechtigte Mitglieder (de senatu), davon ursprünglich 2 Syndici (s. a. Senatssyndicus) und 4 Senatssekretäre. Dies wandelte sich mit der Zeit. Während die Senatoren von der Hamburgischen Bürgerschaft auf Lebenszeit gewählt wurden, ernannte der Senat die Sekretäre und Syndici. Es gab keine Fachministerien im heutigen Sinne, sondern der Senat bestimmte, welches Senatsmitglied den einzelnen Deputationen, Ämtern und Stiftungen vorstand. Jährlich wurde innerhalb des Senates die personelle Aufgabenverteilung neu entschieden.

## Senatoren
Von den 18 Senatoren mussten 9 eine juristische Ausbildung haben, von den Restlichen sollten mindestens 7 Kaufleute sein. Hier die Senatoren:

## Staatssekretäre
Um die Senatoren in ihrer Verwaltungsarbeit zu unterstützen, gehörten dem Senat auch Staatssekretäre an, diese waren die höchsten Hamburger Beamten, die Syndici und Sekretäre. Verdiente Sekretäre konnten zum Syndikus aufsteigen. Gelegentlich wurden Mitarbeiter aber auch zu Senatoren gewählt.
Lappenberg, Beneke und Hagedorn waren laut Titel „Vorsteher des Senatsarchiv“, Leiter des Hamburger Staatsarchivs wäre die aktuelle Amtsbezeichnung.

## Erster Bürgermeister
Jährlich wurde vom Senat bestimmt, welcher der juristischen Senatoren Erster Bürgermeister und damit Präsident des Senates sein sollte. Normalerweise wählte der Senat nach folgendem Muster
| Jahr | 1. Bürgermeister | 2. Bürgermeister | „Ruhejahr“ |
| ---- | ---------------- | ---------------- | ---------- |
| 1    | Senator A        | Senator B        | Senator C  |
| 2    | Senator B        | Senator C        | Senator A  |
| 3    | Senator C        | Senator A        | Senator B  |
| 4    | Senator A        | Senator B        | Senator C  |

Dabei wechselte das Amt normalerweise zwischen den drei dienstältesten juristischen Senatoren. Ausnahmen von dieser Regel sind Ascan Wilhelm Lutteroth, Max Theodor Hayn und William Henry O’Swald, die verdiente Kaufleute waren und stellvertretende Bürgermeister wurden. Der Amtsinhaber sollte regelmäßig wechseln, damit keine Machtkonzentration entstand. Laut Verfassung war die maximale Amtszeit am Stück auf zwei Jahre begrenzt.
Der Erste Bürgermeister leitete die Senatssitzungen und hatte, wenn bei Abstimmungen Stimmengleichheit herrschte, eine zusätzliche Stimme, außerdem repräsentierte er den Senat nach außen.

## Senatorenwahl
Wenn ein Senator verstorben war, musste innerhalb von zwei Wochen ein neuer Senator gewählt werden. Dafür wurde eine Kommission gebildet aus 4 vom Senat bestimmten Senatoren und 4 von der Bürgerschaft gewählten Bürgerschaftsmitgliedern. Diese Kommission musste sich dann auf 4 Kandidaten einigen, gelang dies nicht, wurde zur nächsten Bürgerschaftssitzung eine neue Kommission eingesetzt. Wenn sich die Kommission auf 4 Kandidaten geeinigt hatte, strich der Senat zwei Kandidaten, und einen der verbleibenden 2 Kandidaten konnte die Bürgerschaft dann zum Senator wählen.

Eine Senatorenwahl führte auch dazu, das in allen Hamburgischen Kirchen ein sogenanntes Kanzelgebet gesprochen wurde. 

„Da dieser Tage eine Senatswahl vorgenommen werden soll, so bitten wir den allmächtigen Gott, der uns die Obrigkeit verordnet hat als seine Dienerin, er wolle die Rathschläge bei dieser Wahl also leiten, daß dieselbe zu seines Namens Ehre, zum Wohle unsers Staates und seiner Angehörigen und zur Förderung des Gemeinwohls und Alles Guten gerathen möge. Das wolle er thun, der barmherzige Gott, um seiner unendlichen Güte willen. Amen!“

## Gehalt und Vermögen
Es gab deutliche Gehaltsunterschiede innerhalb des Senats, die auf die Wichtigkeit der einzelnen Ämter und Ausbildungen hinweist. 1892 verdiente ein kaufmännischer Senator 12.000 Mark im Jahr, ein juristischer Senator 25.000 Mark, ein Syndikus zwischen 16.000 und 18.000 Mark je nach Länge der Dienstzeit. Der stellvertretende Bürgermeister erhielt 1892 28.000 Mark und der erste Bürgermeister 30.000 Mark pro Jahr. Zum Vergleich: das zum Überleben erforderliche Mindesteinkommen wurde für 1888 mit 1.040 Mark pro Jahr geschätzt, 1890 haben ca. 70 % der arbeitenden Bevölkerung Hamburgs weniger als 900 Mark im Jahr verdient.
Die Mehrzahl der kaufmännischen Senatoren waren sehr vermögend, von den 1912 amtierenden kaufmännischen Senatoren erscheinen 7 in der Rangliste der Reichsten Hamburger unter den ersten Hundert. So hatte Otto Eduard Westphal ein geschätztes Vermögen von 25 Millionen Mark, gefolgt von William Henry O’Swald mit 24 Millionen, Hugo Brandt hatte 4,3 Millionen, 3,9 Millionen besaßen Robert Heidmann, Justus Strandes und Adolf Leberecht Strack, während John von Berenberg-Gossler immerhin noch 3,8 Millionen hatte.

## Ende 1919
In den Jahren 1916 bis 1917 hatte der Senat versucht, das Wahlrecht zur Bürgerschaft zu reformieren, vergebens. So wurde die bestehende Ordnung im November 1918 mit der Novemberrevolution zerstört. Der Arbeiter- und Soldatenrat für Groß-Hamburg übernahm am 6. November 1918 nach kurzen Kämpfen mit zehn Toten die Macht in Hamburg. An der Spitze dieses Rates standen seit dem 12. November 1918 Heinrich Laufenberg und Wilhelm Heise. Diese setzten den Senat am selben Tag ab. Sie setzten ihn aber am 18. November 1918 als rein administrative Körperschaft wieder ein. Zwar gewann der Senat an Macht zurück, konnte aber die demokratischen Veränderungen nicht mehr aufhalten. Das alte System wurde endgültig abgeschafft, als am 16. März 1919 demokratische Bürgerschaftswahlen durchgeführt wurden, der alte Senat am 27. März geschlossen zurücktrat und die neugewählte Bürgerschaft am 28. März 1919 einen neuen Senat wählte. Senatoren waren jetzt von der Bürgerschaft abhängig. Bis 1921 wurde an einer neuen Verfassung gearbeitet.

## Sonstiges
Bis 1860 war der offizielle Name der Hamburger Regierung Rat. 1859–1860 wurde die Hamburger Verfassung reformiert, und seit 1861 wurde die Regierung Senat genannt.